# Lista de municípios do Maranhão por IDH-M

Mapa do IDH do Maranhão.Legenda:
Muito alto (nenhum município)
Alto (4 municípios)
Médio (55 municípios)
Baixo (154 municípios)
Muito baixo (4 municípios)

Esta é uma lista de municípios do estado brasileiro do Maranhão por Índice de Desenvolvimento Humano (IDH), segundo dados do Programa da Nações Unidas para o Desenvolvimento (PNUD) datados do ano 2010. De acordo com os dados de 2010, o município com o maior Índice de Desenvolvimento Humano no estado do Maranhão era São Luís, com um índice de 0,768 (considerado alto), e o município com o menor índice foi Fernando Falcão, com um índice de 0,443 (considerado muito baixo). De todos os municípios do estado, nenhum município registrou um IDH muito alto, enquanto 4 apresentaram um IDH alto, 55 IDH médio, 154 municípios IDH baixo, e 4 municípios IDH muito baixo.
O cálculo do índice é composto a partir de dados de expectativa de vida ao nascer (IDH-L), educação (IDH-E), e PIB em Paridade do Poder de Compra per capita (IDH-R) recolhidos em nível nacional ou regional, e possui o objetivo de medir o padrão de vida. O índice foi desenvolvido em 1990 pelos economistas Amartya Sen e Mahbub ul Haq, e vem sendo usado desde 1993 pelo Programa das Nações Unidas para o Desenvolvimento (PNUD).
O Índice de Desenvolvimento Humano varia de 0 até 1, e nesta lista é dividido em cinco categorias: IDH muito alto (0,800 – 1,000), IDH alto (0,700 – 0,799), IDH médio (0,600  0,699), IDH baixo (0,500 – 0,599) e IDH muito baixo (0,000 – 0,499).

## Lista
| Posição           | Município                     | Dados de 2010    | Dados de 2010    | Dados de 2010    | Dados de 2010    |
| Posição           | Município                     | IDH municipal    | IDH renda        | IDH longevidade  | IDH educação     |
| IDH-M muito alto  | IDH-M muito alto              | IDH-M muito alto | IDH-M muito alto | IDH-M muito alto | IDH-M muito alto |
| ----------------- | ----------------------------- | ---------------- | ---------------- | ---------------- | ---------------- |
| nenhum município  |                               |                  |                  |                  |                  |
| IDH-M alto        |                               |                  |                  |                  |                  |
| 1                 | São Luís                      | 0,768            | 0,741            | 0,813            | 0,752            |
| 2                 | Imperatriz                    | 0,731            | 0,697            | 0,803            | 0,698            |
| 3                 | Paço do Lumiar                | 0,724            | 0,646            | 0,796            | 0,739            |
| 4                 | São José de Ribamar           | 0,708            | 0,642            | 0,790            | 0,700            |
| IDH-M médio       |                               |                  |                  |                  |                  |
| 5                 | Balsas                        | 0,687            | 0,674            | 0,807            | 0,597            |
| 6                 | Porto Franco                  | 0,684            | 0,664            | 0,796            | 0,606            |
| 7                 | Pedreiras                     | 0,682            | 0,644            | 0,792            | 0,621            |
| 8                 | Santa Inês                    | 0,674            | 0,633            | 0,788            | 0,615            |
| 9                 | Açailândia                    | 0,672            | 0,643            | 0,785            | 0,602            |
| 10                | Estreito                      | 0,659            | 0,666            | 0,800            | 0,536            |
| 11                | Presidente Dutra              | 0,653            | 0,628            | 0,788            | 0,563            |
| 12                | Campestre do Maranhão         | 0,652            | 0,611            | 0,774            | 0,586            |
| 13                | Bacabal                       | 0,651            | 0,619            | 0,753            | 0,591            |
| 14                | Timon                         | 0,649            | 0,614            | 0,768            | 0,579            |
| 15                | Axixá                         | 0,641            | 0,535            | 0,776            | 0,634            |
| 15                | João Lisboa                   | 0,641            | 0,585            | 0,785            | 0,573            |
| 17                | Pinheiro                      | 0,637            | 0,579            | 0,771            | 0,579            |
| 18                | Carolina                      | 0,634            | 0,600            | 0,802            | 0,529            |
| 19                | Pindaré-Mirim                 | 0,633            | 0,568            | 0,755            | 0,592            |
| 20                | Alto Parnaíba                 | 0,633            | 0,683            | 0,785            | 0,474            |
| 21                | Rosário                       | 0,632            | 0,566            | 0,752            | 0,592            |
| 22                | Itinga do Maranhão            | 0,630            | 0,601            | 0,764            | 0,545            |
| 23                | Governador Edison Lobão       | 0,629            | 0,589            | 0,764            | 0,552            |
| 23                | Bacabeira                     | 0,629            | 0,558            | 0,768            | 0,580            |
| 25                | Arari                         | 0,626            | 0,587            | 0,764            | 0,546            |
| 25                | Raposa                        | 0,626            | 0,568            | 0,735            | 0,587            |
| 27                | Guimarães                     | 0,625            | 0,535            | 0,772            | 0,592            |
| 28                | Caxias                        | 0,624            | 0,595            | 0,753            | 0,543            |
| 29                | Dom Pedro                     | 0,622            | 0,582            | 0,759            | 0,545            |
| 29                | Mirinzal                      | 0,622            | 0,546            | 0,756            | 0,582            |
| 31                | Matinha                       | 0,619            | 0,579            | 0,731            | 0,560            |
| 32                | Viana                         | 0,618            | 0,567            | 0,758            | 0,548            |
| 33                | São Mateus do Maranhão        | 0,616            | 0,627            | 0,723            | 0,515            |
| 33                | Fortaleza dos Nogueiras       | 0,616            | 0,566            | 0,773            | 0,534            |
| 35                | Porto Rico do Maranhão        | 0,615            | 0,538            | 0,772            | 0,561            |
| 35                | Ribamar Fiquene               | 0,615            | 0,592            | 0,744            | 0,527            |
| 35                | São João dos Patos            | 0,615            | 0,613            | 0,726            | 0,522            |
| 38                | Igarapé Grande                | 0,614            | 0,578            | 0,747            | 0,536            |
| 39                | Cururupu                      | 0,612            | 0,568            | 0,768            | 0,525            |
| 40                | Pastos Bons                   | 0,610            | 0,540            | 0,753            | 0,559            |
| 40                | São Raimundo das Mangabeiras  | 0,610            | 0,583            | 0,749            | 0,521            |
| 40                | Miranda do Norte              | 0,610            | 0,550            | 0,751            | 0,550            |
| 43                | Santa Rita                    | 0,609            | 0,553            | 0,743            | 0,551            |
| 43                | Grajaú                        | 0,609            | 0,603            | 0,754            | 0,497            |
| 43                | São João do Paraíso           | 0,609            | 0,554            | 0,753            | 0,542            |
| 46                | Davinópolis                   | 0,607            | 0,561            | 0,747            | 0,535            |
| 47                | Trizidela do Vale             | 0,606            | 0,565            | 0,738            | 0,534            |
| 47                | Barra do Corda                | 0,606            | 0,585            | 0,763            | 0,498            |
| 49                | Cedral                        | 0,605            | 0,520            | 0,748            | 0,570            |
| 49                | São Pedro da Água Branca      | 0,605            | 0,577            | 0,735            | 0,523            |
| 51                | Bernardo do Mearim            | 0,604            | 0,544            | 0,742            | 0,543            |
| 51                | Chapadinha                    | 0,604            | 0,554            | 0,770            | 0,517            |
| 51                | Godofredo Viana               | 0,604            | 0,537            | 0,750            | 0,546            |
| 54                | São Bento                     | 0,602            | 0,525            | 0,762            | 0,545            |
| 54                | Lago dos Rodrigues            | 0,602            | 0,555            | 0,737            | 0,534            |
| 54                | Senador La Rocque             | 0,602            | 0,570            | 0,743            | 0,515            |
| 57                | Bequimão                      | 0,601            | 0,510            | 0,757            | 0,561            |
| 58                | Cidelândia                    | 0,600            | 0,562            | 0,728            | 0,529            |
| 58                | São Pedro dos Crentes         | 0,600            | 0,558            | 0,738            | 0,524            |
| IDH-M baixo       |                               |                  |                  |                  |                  |
| 60                | Santa Luzia do Paruá          | 0,599            | 0,583            | 0,723            | 0,510            |
| 60                | Tasso Fragoso                 | 0,599            | 0,562            | 0,777            | 0,491            |
| 60                | Itapecuru Mirim               | 0,599            | 0,534            | 0,747            | 0,539            |
| 60                | Peri Mirim                    | 0,599            | 0,506            | 0,744            | 0,572            |
| 64                | São João Batista              | 0,598            | 0,493            | 0,752            | 0,577            |
| 65                | Colinas                       | 0,596            | 0,571            | 0,709            | 0,524            |
| 65                | Vitória do Mearim             | 0,596            | 0,540            | 0,733            | 0,534            |
| 67                | Codó                          | 0,595            | 0,568            | 0,754            | 0,492            |
| 67                | Zé Doca                       | 0,595            | 0,559            | 0,745            | 0,505            |
| 69                | São Vicente Férrer (Maranhão) | 0,592            | 0,504            | 0,762            | 0,541            |
| 69                | Barão de Grajaú               | 0,592            | 0,578            | 0,743            | 0,484            |
| 71                | Presidente Médici             | 0,591            | 0,518            | 0,762            | 0,522            |
| 72                | São Domingos do Azeitão       | 0,590            | 0,576            | 0,732            | 0,486            |
| 72                | Buriti Bravo                  | 0,590            | 0,539            | 0,752            | 0,506            |
| 74                | Lago da Pedra                 | 0,589            | 0,561            | 0,724            | 0,502            |
| 74                | Lajeado Novo                  | 0,589            | 0,561            | 0,738            | 0,494            |
| 74                | Olho d'Água das Cunhãs        | 0,589            | 0,551            | 0,754            | 0,491            |
| 77                | Urbano Santos                 | 0,588            | 0,506            | 0,770            | 0,522            |
| 77                | Luís Domingues                | 0,588            | 0,541            | 0,734            | 0,512            |
| 79                | Presidente Vargas             | 0,587            | 0,470            | 0,768            | 0,560            |
| 80                | Esperantinópolis              | 0,586            | 0,561            | 0,713            | 0,503            |
| 81                | Central do Maranhão           | 0,585            | 0,503            | 0,713            | 0,557            |
| 81                | Nina Rodrigues                | 0,585            | 0,474            | 0,774            | 0,547            |
| 83                | Nova Iorque                   | 0,584            | 0,558            | 0,729            | 0,489            |
| 83                | São Francisco do Brejão       | 0,584            | 0,556            | 0,748            | 0,479            |
| 85                | Buritirana                    | 0,583            | 0,540            | 0,725            | 0,505            |
| 86                | São Domingos do Maranhão      | 0,582            | 0,549            | 0,713            | 0,504            |
| 86                | Maracaçumé                    | 0,582            | 0,546            | 0,719            | 0,501            |
| 86                | Loreto                        | 0,582            | 0,516            | 0,771            | 0,495            |
| 89                | Anapurus                      | 0,581            | 0,511            | 0,764            | 0,502            |
| 89                | Anajatuba                     | 0,581            | 0,523            | 0,762            | 0,492            |
| 89                | Vila Nova dos Martírios       | 0,581            | 0,555            | 0,718            | 0,491            |
| 89                | Lago do Junco                 | 0,581            | 0,537            | 0,741            | 0,492            |
| 89                | Lima Campos                   | 0,581            | 0,578            | 0,705            | 0,481            |
| 89                | Olinda Nova do Maranhão       | 0,581            | 0,536            | 0,755            | 0,484            |
| 95                | Paraibano                     | 0,580            | 0,572            | 0,723            | 0,473            |
| 95                | Fortuna                       | 0,580            | 0,558            | 0,706            | 0,494            |
| 97                | Sucupira do Norte             | 0,579            | 0,526            | 0,731            | 0,505            |
| 98                | Bacuri                        | 0,578            | 0,540            | 0,737            | 0,484            |
| 99                | Coroatá                       | 0,576            | 0,545            | 0,737            | 0,475            |
| 99                | Pirapemas                     | 0,576            | 0,501            | 0,741            | 0,514            |
| 99                | Poção de Pedras               | 0,576            | 0,543            | 0,732            | 0,481            |
| 99                | Riachão                       | 0,576            | 0,572            | 0,757            | 0,442            |
| 103               | Montes Altos                  | 0,575            | 0,534            | 0,732            | 0,486            |
| 103               | Olinda Nova do Maranhão       | 0,575            | 0,495            | 0,724            | 0,531            |
| 105               | Carutapera                    | 0,574            | 0,533            | 0,747            | 0,476            |
| 106               | Alcântara                     | 0,573            | 0,525            | 0,753            | 0,475            |
| 107               | Governador Eugênio Barros     | 0,572            | 0,550            | 0,736            | 0,462            |
| 107               | São Bernardo                  | 0,572            | 0,514            | 0,762            | 0,479            |
| 107               | Tuntum                        | 0,572            | 0,534            | 0,726            | 0,483            |
| 110               | Santa Helena                  | 0,571            | 0,531            | 0,746            | 0,471            |
| 111               | Barreirinhas                  | 0,570            | 0,515            | 0,752            | 0,479            |
| 111               | Graça Aranha                  | 0,570            | 0,538            | 0,748            | 0,459            |
| 111               | Mata Roma                     | 0,570            | 0,483            | 0,776            | 0,494            |
| 111               | Vitorino Freire               | 0,570            | 0,563            | 0,688            | 0,477            |
| 115               | Governador Nunes Freire       | 0,569            | 0,540            | 0,722            | 0,472            |
| 115               | Igarapé do Meio               | 0,569            | 0,530            | 0,687            | 0,506            |
| 117               | Apicum-Açu                    | 0,568            | 0,529            | 0,718            | 0,483            |
| 117               | Gonçalves Dias                | 0,568            | 0,542            | 0,758            | 0,445            |
| 117               | Sucupira do Riachão           | 0,568            | 0,538            | 0,761            | 0,447            |
| 120               | Magalhães de Almeida          | 0,567            | 0,502            | 0,729            | 0,499            |
| 121               | Lagoa do Mato                 | 0,566            | 0,525            | 0,726            | 0,475            |
| 121               | Nova Colinas                  | 0,566            | 0,502            | 0,749            | 0,481            |
| 121               | Santo Antônio dos Lopes       | 0,566            | 0,547            | 0,714            | 0,465            |
| 124               | Cantanhede                    | 0,565            | 0,497            | 0,774            | 0,468            |
| 124               | Governador Archer             | 0,565            | 0,545            | 0,687            | 0,481            |
| 124               | Sambaíba                      | 0,565            | 0,542            | 0,728            | 0,456            |
| 127               | Coelho Neto                   | 0,564            | 0,544            | 0,728            | 0,454            |
| 127               | Peritoró                      | 0,564            | 0,499            | 0,774            | 0,464            |
| 127               | Sítio Novo                    | 0,564            | 0,509            | 0,774            | 0,456            |
| 130               | Presidente Juscelino          | 0,563            | 0,452            | 0,743            | 0,532            |
| 131               | Bom Lugar                     | 0,562            | 0,486            | 0,741            | 0,493            |
| 131               | Brejo                         | 0,562            | 0,517            | 0,758            | 0,454            |
| 133               | Cândido Mendes                | 0,561            | 0,520            | 0,745            | 0,456            |
| 133               | Jatobá                        | 0,561            | 0,522            | 0,702            | 0,481            |
| 133               | Joselândia                    | 0,561            | 0,533            | 0,743            | 0,445            |
| 133               | Paulino Neves                 | 0,561            | 0,481            | 0,720            | 0,511            |
| 133               | Turiaçu                       | 0,561            | 0,493            | 0,776            | 0,461            |
| 133               | Tutóia                        | 0,561            | 0,543            | 0,722            | 0,451            |
| 139               | Alto Alegre do Pindaré        | 0,558            | 0,465            | 0,774            | 0,483            |
| 139               | Bom Jesus das Selvas          | 0,558            | 0,537            | 0,751            | 0,431            |
| 141               | Lago Verde                    | 0,557            | 0,508            | 0,731            | 0,466            |
| 141               | Presidente Sarney             | 0,557            | 0,486            | 0,752            | 0,472            |
| 141               | São Félix de Balsas           | 0,557            | 0,517            | 0,778            | 0,430            |
| 141               | São José dos Basílios         | 0,557            | 0,501            | 0,719            | 0,480            |
| 145               | Buriticupu                    | 0,556            | 0,533            | 0,708            | 0,455            |
| 145               | Formosa da Serra Negra        | 0,556            | 0,485            | 0,774            | 0,459            |
| 145               | Palmeirândia                  | 0,556            | 0,488            | 0,715            | 0,492            |
| 148               | Amarante do Maranhão          | 0,555            | 0,541            | 0,716            | 0,441            |
| 148               | Santa Quitéria do Maranhão    | 0,555            | 0,490            | 0,760            | 0,458            |
| 148               | Tufilândia                    | 0,555            | 0,502            | 0,709            | 0,481            |
| 151               | Alto Alegre do Maranhão       | 0,554            | 0,516            | 0,744            | 0,444            |
| 151               | Bela Vista do Maranhão        | 0,554            | 0,515            | 0,735            | 0,450            |
| 151               | Penalva                       | 0,554            | 0,519            | 0,693            | 0,472            |
| 154               | Cajapió                       | 0,553            | 0,466            | 0,720            | 0,505            |
| 155               | Junco do Maranhão             | 0,552            | 0,550            | 0,690            | 0,443            |
| 156               | Maranhãozinho                 | 0,550            | 0,497            | 0,719            | 0,465            |
| 156               | Matões                        | 0,550            | 0,519            | 0,739            | 0,434            |
| 156               | Santa Luzia                   | 0,550            | 0,525            | 0,700            | 0,452            |
| 159               | Altamira do Maranhão          | 0,549            | 0,486            | 0,719            | 0,473            |
| 159               | Paulo Ramos                   | 0,549            | 0,546            | 0,677            | 0,447            |
| 161               | Buriti                        | 0,548            | 0,479            | 0,714            | 0,480            |
| 161               | Morros                        | 0,548            | 0,485            | 0,706            | 0,480            |
| 163               | Benedito Leite                | 0,546            | 0,531            | 0,719            | 0,426            |
| 163               | Icatu                         | 0,546            | 0,475            | 0,727            | 0,472            |
| 163               | Monção                        | 0,546            | 0,499            | 0,704            | 0,464            |
| 166               | Boa Vista do Gurupi           | 0,545            | 0,515            | 0,681            | 0,461            |
| 166               | Mirador                       | 0,545            | 0,485            | 0,740            | 0,451            |
| 168               | Governador Luiz Rocha         | 0,544            | 0,508            | 0,692            | 0,459            |
| 169               | Centro do Guilherme           | 0,542            | 0,510            | 0,707            | 0,442            |
| 169               | Parnarama                     | 0,542            | 0,504            | 0,758            | 0,416            |
| 169               | Vargem Grande                 | 0,542            | 0,487            | 0,768            | 0,425            |
| 172               | Pio XII                       | 0,541            | 0,535            | 0,727            | 0,408            |
| 172               | São Benedito do Rio Preto     | 0,541            | 0,468            | 0,749            | 0,452            |
| 174               | São Luís Gonzaga do Maranhão  | 0,540            | 0,503            | 0,716            | 0,438            |
| 175               | Bom Jardim                    | 0,538            | 0,519            | 0,750            | 0,400            |
| 175               | Senador Alexandre Costa       | 0,538            | 0,520            | 0,689            | 0,435            |
| 177               | Bacurituba                    | 0,537            | 0,474            | 0,681            | 0,479            |
| 177               | Cachoeira Grande              | 0,537            | 0,422            | 0,773            | 0,476            |
| 177               | Capinzal do Norte             | 0,537            | 0,517            | 0,698            | 0,430            |
| 177               | Timbiras                      | 0,537            | 0,498            | 0,730            | 0,427            |
| 181               | Turilândia                    | 0,536            | 0,495            | 0,774            | 0,402            |
| 182               | Humberto de Campos            | 0,535            | 0,443            | 0,759            | 0,455            |
| 183               | Araguanã                      | 0,533            | 0,483            | 0,706            | 0,444            |
| 183               | Duque Bacelar                 | 0,533            | 0,485            | 0,693            | 0,451            |
| 183               | Matões do Norte               | 0,533            | 0,452            | 0,768            | 0,436            |
| 186               | Feira Nova do Maranhão        | 0,532            | 0,511            | 0,729            | 0,405            |
| 186               | Passagem Franca               | 0,532            | 0,525            | 0,717            | 0,401            |
| 188               | Afonso Cunha                  | 0,529            | 0,471            | 0,725            | 0,434            |
| 189               | São Francisco do Maranhão     | 0,528            | 0,503            | 0,733            | 0,400            |
| 190               | Milagres do Maranhão          | 0,527            | 0,465            | 0,764            | 0,413            |
| 191               | Santa Filomena do Maranhão    | 0,525            | 0,461            | 0,722            | 0,435            |
| 192               | Cajari                        | 0,523            | 0,456            | 0,747            | 0,421            |
| 193               | Araioses                      | 0,521            | 0,497            | 0,709            | 0,402            |
| 193               | Governador Newton Bello       | 0,521            | 0,509            | 0,718            | 0,387            |
| 195               | Amapá do Maranhão             | 0,520            | 0,503            | 0,688            | 0,406            |
| 196               | Brejo de Areia                | 0,519            | 0,507            | 0,677            | 0,408            |
| 196               | Serrano do Maranhão           | 0,519            | 0,440            | 0,735            | 0,433            |
| 198               | Centro Novo do Maranhão       | 0,518            | 0,508            | 0,717            | 0,382            |
| 198               | Itaipava do Grajaú            | 0,518            | 0,456            | 0,726            | 0,419            |
| 198               | Santo Amaro do Maranhão       | 0,518            | 0,454            | 0,738            | 0,416            |
| 201               | São João do Soter             | 0,517            | 0,486            | 0,711            | 0,401            |
| 202               | Pedro do Rosário              | 0,516            | 0,475            | 0,696            | 0,415            |
| 202               | São Raimundo do Doca Bezerra  | 0,516            | 0,478            | 0,700            | 0,410            |
| 202               | São Roberto                   | 0,516            | 0,475            | 0,738            | 0,391            |
| 205               | Aldeias Altas                 | 0,513            | 0,500            | 0,720            | 0,374            |
| 206               | Arame                         | 0,512            | 0,525            | 0,701            | 0,365            |
| 206               | Belágua                       | 0,512            | 0,417            | 0,707            | 0,455            |
| 206               | Conceição do Lago-Açu         | 0,512            | 0,492            | 0,738            | 0,370            |
| 206               | Primeira Cruz                 | 0,512            | 0,448            | 0,722            | 0,414            |
| 210               | Santana do Maranhão           | 0,510            | 0,445            | 0,758            | 0,394            |
| 211               | São João do Carú              | 0,509            | 0,487            | 0,684            | 0,397            |
| 212               | Lagoa Grande do Maranhão      | 0,502            | 0,480            | 0,731            | 0,360            |
| 213               | Água Doce do Maranhão         | 0,500            | 0,494            | 0,697            | 0,363            |
| IDH-M muito baixo |                               |                  |                  |                  |                  |
| 214               | Satubinha                     | 0,493            | 0,450            | 0,720            | 0,369            |
| 215               | Jenipapo dos Vieiras          | 0,490            | 0,445            | 0,766            | 0,346            |
| 216               | Marajá do Sena                | 0,452            | 0,400            | 0,774            | 0,299            |
| 217               | Fernando Falcão               | 0,443            | 0,417            | 0,728            | 0,286            |

## Evolução do IDH-M Maranhense

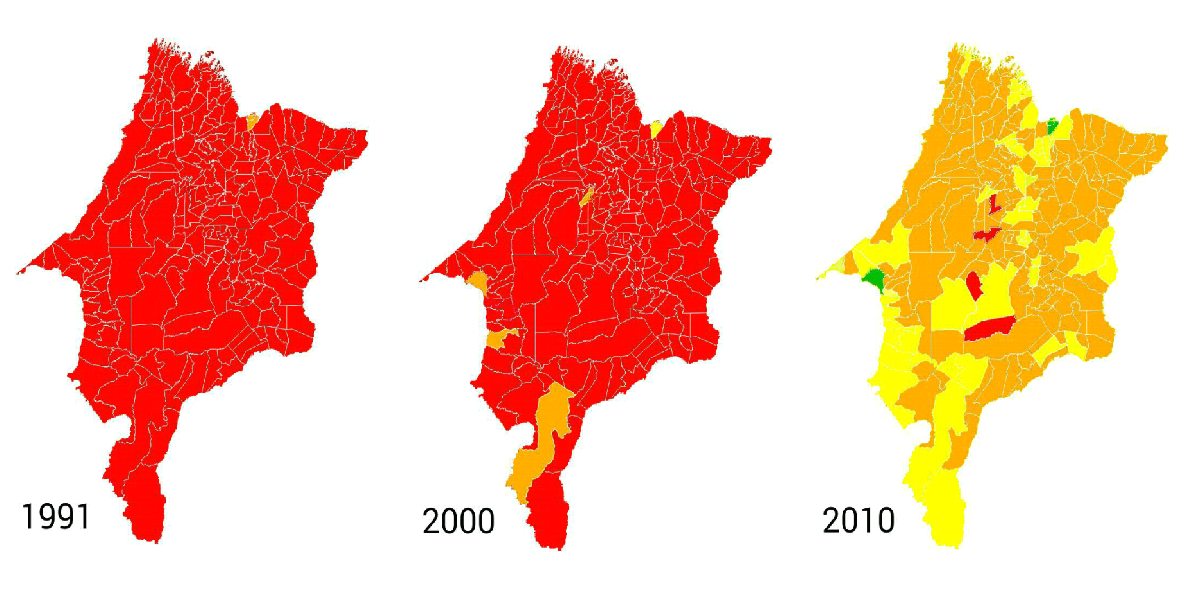
Evolução do IDH do Maranhão de 1991 a 2010

| IDHM | Muito Alto | Alto | Médio | Baixo | Muito Baixo |
| ---- | ---------- | ---- | ----- | ----- | ----------- |
| 1991 | 0          | 0    | 0     | 2     | 215         |
| 2000 | 0          | 0    | 1     | 6     | 209         |
| 2010 | 0          | 4    | 54    | 155   | 4           |